# Клаудіо Маґріс
Клаудіо Маґріс (італ. Claudio Magris, 10 квітня 1939, Трієст) — італійський письменник, журналіст, есеїст, дослідник австрійської і німецької культури.

## Біографія
Закінчив Туринський університет. 1966 року опублікував свою докторську дисертацію «Габсбурзький міф у австрійській літературі». З 1978 року викладав новітню німецьку літературу в Трієстинському університеті. Був обраний депутатом в сенат Італії (1994—1996). Регулярно дописує в італійську газету Corriere della Sera.
Мешкає у Трієсті, де переважно послуговується трієстським діалектом, досить відмінним від стандартної італійської

## Творчість
З прози Маґріса найвідомішим є роман «Мікросвіти» (1997, премія Стрега). Есеїстика Маґріса присвячена Центральній Європі (книжка «Дунай», 1986, премія Багутта, перекладена понад 30 мовами), Габсбурзькому міфу, творчості Е. Т. А. Гофмана, Г. Ібсена, А. Шніцлера, Італо Звево, Й. Рота, Р. Музиля, Г. Гессе та ін. Перекладав твори Ібсена, Кляйста, Бюхнера, Ґрільпарцера та ін.

## Визнання
Лауреат премій Фельтрінеллі (1987), «Стрега» (1997), Еразмус (2001), принца Астурійського (2004), Державної премії Австрії з європейської літератури (2005), Премії миру німецьких книгарів (2009), премії Шарля Вейонна за есеїстику (2009). Австрійський почесний знак За науку і мистецтво 1 класу. Член Берлінської академії мистецтв (2001).

## Вибрані твори

### Романи
- Illazioni su una sciabola (1984).
- Un altro mare (1991).
- Il Conde (1993).
- Le voci (1995).
- Microcosmi (1997)
- La mostra (2001)
- Alla cieca (2005).
- Lei dunque capirà (2006)
- Non luogo a procedere. Grazanti, Mailand 2015, ISBN 978-88-11-68917-1
- Tempo curvo a Krems, Milano, Garzanti, 2019, ISBN 978-88-116-0825-7.

### Драма
- Stadelmann (1988).

### Есе
- Il mito absburgico nella letteratura austriaca moderna (1963).
- Wilhelm Heinse (1968)
- Tre studi su Hoffmann (1969)
- Lontano da dove. Joseph Roth e la tradizione ebraico-orientale (1971).
- Itaca e oltre e Trieste. Un ' identità di frontiera (1982)
- L'anello di Clarisse (1984).
- Danubio (1986, французька премія за найкращу іноземну книгу, 1990).
- Utopia e disincanto. Saggi 1974—1998 (1999).
- L'infinito viaggiare (2005, подорожні нотатки).
- La storia non è finita (2006).
- Alfabeti (2008)
- Livelli di guardia. Note civili (2006—2011) (2011)
- La letteratura è la mia vendetta (2012, з Маріо Варгасом Льосою)

### Листування, інтерв'ю
- Ti devo tanto di ciò che sono. Carteggio con Biagio Marin, a cura di Renzo Sanson, Collana Saggi, Milano, Garzanti, 2014, ISBN 978-88-11-68758-0.
- Marco Alloni intervista Claudio Magris, Comportati come se fossi felice, Wingsbert House, 2015, ISBN 978-88-99276-30-0.